# Anna Nagy
Anna Nagy (6 giugno 1940) è un'attrice teatrale, cinematografica e televisiva ungherese.

## Biografia
Nata a Budapest nel 1940, girò il suo primo film nel 1956. Nella sua carriera, ha preso parte a circa una sessantina di film.

## Vita privata
La figlia Kata Huszárik, nata dal matrimonio con il famoso regista Zoltán Huszárik, è un'acclamata attrice di teatro.

## Filmografia
- Nyáron egyszerü
- Négy lány egy udvarban
- Pacsirta, regia di László Ranódy (1963)
- Il padre (Apa) regia di István Szabó (1966)
- Diecimila soli (Tízezer nap), regia di Ferenc Kósa (1967)
- Szindbád, regia di Zoltán Huszárik (1971)
- Holnap lesz fácán, regia di Sándor Sára (1974)
- Ad occhi bendati (Bekötött szemmel), regia di András Kovács (1975)
- Ereszd el a szakállamat!